# Crazy Love (album)
Pour les articles homonymes, voir Crazy Love.
Albums de Michael Bublé
Michael Bublé Meets Madison Square Garden Christmas
Crazy Love est le quatrième album studio de Michael Bublé, sorti en 2009.

## Liste des titres
1. Cry Me a River
2. All of Me
3. Georgia on My Mind
4. Crazy Love
5. Haven't Met You Yet
6. All I Do Is Dream of You
7. Hold On
8. Heartache Tonight
9. You’re Nobody Till Somebody Loves You
10. Baby (You've Got What It Takes)
11. At This Moment
12. Stardust
13. Whatever It Takes (Bonus Track)

## Certifications
| Pays   | Association | Certification | Ventes/Équivalence |
| ------ | ----------- | ------------- | ------------------ |
| France | SNEP        | x2 platine    | 200 000            |